# Дебособр
Дебосо́бр (фр. de Beausobre — де Бособр) — русский дворянский род.
Их предок Исаак Дебособр (фр. Isaac de Beausobre), французский дворянин, протестант, вследствие отмены Нантского эдикта выехал в Пруссию. Один из его сыновей, Леопольд, поступил на русскую службу и стал генерал-майором и комендантом в Азове (умер в 1758 году).
Род этот внесён во II и IV части родословной книги Нижегородской, Оренбургской и Казанской губерний.